# Morehead (Kentucky)
Pour les articles homonymes, voir Morehead.
La ville américaine de  Morehead est le siège du comté de Rowan, dans l'État du Kentucky. Sa population s’élevait à 6 845 habitants lors du recensement de 2010.

## Enseignement
L'université d'État de Morehead est située à Morehead.

## Source
- (en) Cet article est partiellement ou en totalité issu de l’article de Wikipédia en anglais intitulé « Morehead, Kentucky » (voir la liste des auteurs).